# Majdan Królewski
Majdan Królewski è un comune rurale polacco del distretto di Kolbuszowa, nel voivodato della Precarpazia.
Ricopre una superficie di 155,8 km² e nel 2005 contava 9 975 abitanti.
La località di Huta Komorowska ha dato i natali al cardinale Adam Kozłowiecki.